# Leucothyreus narzissus
Leucothyreus narzissus är en skalbaggsart som beskrevs av Ohaus 1918. Leucothyreus narzissus ingår i släktet Leucothyreus och familjen Rutelidae. Inga underarter finns listade i Catalogue of Life.